# Rob Gonsalves
Pour les articles homonymes, voir Gonsalves.
Rob Gonsalves est un peintre canadien né le 25 juin 1959 à Toronto et mort le 14 juin 2017, faisant partie d'un courant artistique nommé le réalisme magique, et s'inspirant en particulier des œuvres de M. C. Escher.
Il a reçu en 2005 le prix du Gouverneur général dans la catégorie littérature pour enfants, illustration pour son œuvre Imagine a Day.
Il était aussi un guitariste accompli.